# Tokuo Yamashita
Tokuo Yamashita (山下徳夫 Yamashita Tokuo?, Imari, 7 de octubre de 1919 - Imari, 1 de enero de 2014) fue un político japonés.

## Vida
Nacido en Imari, prefectura de Saga, se graduó de la escuela secundaria de Fukuoka (actual Escuela Secundaria Prefectural de Fukuoka), estudió derecho por primera vez en la Universidad de Meiji y luego en la Universidad Senshu, donde se graduó en 1944.
Después de perfeccionar sus habilidades como político en la Asamblea de la prefectura de Saga (donde eventualmente se convirtió en orador), fue elegido miembro de la Cámara de Representantes en 1969 por el Partido Liberal Democrático. Después de eso, él ganó la reelección diez veces seguidas. En el segundo gabinete de Yasuhiro Nakasone, fue nombrado ministro de Transportes. En el tercer gabinete de Nakasone estuvo liderando la Agencia de Gestión y Coordinación.
En el primer gabinete de Toshiki Kaifu fue nombrado Secretario Jefe del Gabinete, pero tuvo que renunciar a los 16 días debido a un escándalo sexual. En el gabinete de Kiichi Miyazawa fue nombrado Ministro de Salud, Trabajo y Bienestar.
Entre 1988 y 2003 fue presidente del consejo de administración de su alma mater, la Universidad de Senshu. 
Se retiró de la política nacional en 2000, pero siguió siendo asesor del Partido Liberal Democrático en la prefectura de Saga. Murió en Imari en 1 de enero de 2014 por causas naturales.